# 澁谷咲月
澁谷 咲月（しぶや さつき、1998年2月8日 - ）は、日本の元女子バスケットボール選手である。ポジションはシューティングガード。Wリーグの東京羽田ヴィッキーズに所属していた。

## 来歴
兵庫県出身。
大阪薫英女学院高校から早大に進みインカレ4位。U19ワールドカップ日本代表にも選出される。
2020年、東京羽田ヴィッキーズに加入。
2023年、現役引退。現在は荏原製作所社員。

## 日本代表歴
- 2017年U19ワールドカップ